# Giancarlo Galli (giornalista)
Giancarlo Galli (Gallarate, 22 novembre 1933 – Milano, 11 maggio 2018) è stato un giornalista, scrittore ed economista italiano.

## Biografia
Come giornalista lavorò a «Il Giorno», chiamatovi da Enrico Mattei, e al «Corriere d'Informazione»; divenne un prolifico editorialista per «Famiglia Cristiana» e «Avvenire», specializzandosi come autore di inchieste e saggi di argomento economico-finanziario, tradotti anche all'estero. Scrisse biografie di imprenditori e banchieri. Fino al 2017 editorialista di «Avvenire», fu esperto conoscitore degli ambienti del capitalismo e del potere economico italiano, raccontandone difetti ed errori.
Fu segretario e cofondatore - insieme al presidente Angelo Caloia - del Gruppo Etica e Finanza, vicino all'Università Cattolica.
Ha fatto parte della giuria del Premiolino sin dalla prima edizione (1960) e ne è stato Presidente per diversi anni (fino al 2013).
Giancarlo Galli muore, dopo una lunga infermità, per un tumore, malattia che più volte affrontò nella vita, venerdì 11 maggio 2018. 

Sposato per 60 anni con la moglie Luisa, lascia un figlio, Stefano.

## Opere
- Il banchiere e il diavolo, edizione fuori commercio, 2012.
- Il banchiere innamorato, Marsilio, 2011.
- Nella giungla degli gnomi, Garzanti, 2008.
- Il padrone dei padroni. Enrico Cuccia e il capitalismo italiano, Garzanti, 2006.
- Poteri deboli. La nuova mappa del capitalismo nell'Italia in declino, Mondadori, 2006.
- Finanza bianca. La chiesa, i soldi, il potere, Mondadori, 2004.
- Giovanni Maria Cornaggia Medici in parlamento, Rubbettino, 2004.
- Gli Agnelli. Il tramonto di una dinastia, Mondadori, 2003.
- La fabbrica dei soldi. Perché la Borsa è ancora il miglior investimento, Mondadori, 2002.
- La grande scommessa. Cosa cambia per gli italiani con l'arrivo della moneta unica, Mondadori, 2001.
- Il banchiere eretico. La singolare vita di Raffaele Mattioli, Rusconi, 1998.
- La Repubblica delle nebbie, Rusconi, 1994.
- Milano alla ricerca della sua anima, NED, 1992.
- Manager potere e successo, Milano, Rusconi, 1989.
- Tutti miliardari. Il romanzo della più affascinante avventura umana: la corsa verso la ricchezza, Rusconi, 1986.
- Il romanzo degli gnomi, Rusconi, 1985.
- Benedetto Bettino. Biografia di Craxi, Bompiani, 1982.
- Il Piave democristiano, Longanesi, 1978.
- Eminenza rossa. Biografia umana e politica di Armando Cossutta, Sugarco, 1976.
- Storia del movimento operaio milanese, Comune di Milano, 1972.
- I cattolici e il sindacato, Palazzi, 1969.

| Controllo di autorità | VIAF (EN) 311411283 · ISNI (EN) 0000 0000 8203 9400 · SBN CFIV023722 · LCCN (EN) n80001445 · GND (DE) 170544095 · BNF (FR) cb120253346 (data) |